# Häutligen
Häutligen es una comuna suiza del cantón de Berna, situada en el distrito administrativo de Berna-Mittelland. Limita al norte con las comunas de Tägertschi y Konolfingen, al este con Freimettigen, al sureste con Oberdiessbach, y al suroeste y oeste con Wichtrach.
Hasta el 31 de diciembre de 2009 situada en el distrito de Konolfingen.